# Brecha (ziar)
Brecha este un ziar săptămânal uruguayan.

## Istorie
Fondat în 1985 de Hugo Alfaro și de către alți jurnaliști care și-au început cariera la Marcha, sub influența lui Carlos Quijano. Cum Quijano a murit în 1984 în exil, au decis să își ia un nume nou și să încerce să continue cu ideea inițială: un ziar săptămânal independent de stânga.
Alături de Búsqueda, este considerat unul dintre cele mai influente două ziare săptămânale politice din Uruguay.